# USS Reybold (DE-177)
USS Reybold (DE-177) là một tàu hộ tống khu trục lớp Cannon từng phục vụ cùng Hải quân Hoa Kỳ trong Chiến tranh Thế giới thứ hai. Nó là chiếc tàu chiến thứ hai của Hải quân Hoa Kỳ được đặt cái tên này, theo tên Thiếu tá Hải quân John Keane Reybold (1903-1942), chỉ huy tàu khu trục Dickerson (DD-157), đã thiệt mạng trong một tai nạn bắn nhầm đang khi làm nhiệm vụ hộ tống vận tải tại Bắc Đại Tây Dương vào ngày 19 tháng 3, 1942. Nó đã phục vụ trong chiến tranh cho đến tháng 8 năm 1946, khi được chuyển cho Hải quân Brazil, và tiếp tục phục vụ như là chiếc Baurú (D 18) cho đến khi ngừng hoạt động năm 1972. Số phận sau đó của con tàu không rõ.

## Thiết kế và chế tạo
Lớp Cannon có thiết kế hầu như tương tự với lớp Buckley dẫn trước; khác biệt chủ yếu là ở hệ thống động lực Kiểu DET (diesel electric tandem). Các động cơ diesel đặt nối tiếp nhau dẫn động máy phát điện để cung cấp điện năng quay trục chân vịt cho con tàu. Động cơ diesel có ưu thế về hiệu suất sử dụng nhiên liệu, giúp cho lớp Cannon cải thiện được tầm xa hoạt động, nhưng đánh đổi lấy tốc độ chậm hơn.
Vũ khí trang bị bao gồm ba pháo 3 in (76 mm)/50 cal trên tháp pháo nòng đơn có thể đối hạm hoặc phòng không, một khẩu đội pháo phòng không Bofors 40 mm nòng đôi và tám pháo phòng không Oerlikon 20 mm. Vũ khí chống ngầm bao gồm một dàn súng cối chống tàu ngầm Hedgehog Mk. 10 (có 24 nòng và mang theo 144 quả đạn); hai đường ray Mk. 9 và tám máy phóng K3 Mk. 6 để thả mìn sâu. Con tàu vẫn giữ lại ba ống phóng ngư lôi Mark 15 21 inch (533 mm). Thủy thủ đoàn đầy đủ bao gồm 15 sĩ quan và 201 thủy thủ.
Cái tên USS Reybold nguyên được đặt cho chiếc DE-275, một tàu hộ tống khu trục lớp Evarts, nhưng được chuyển giao cho Anh Quốc theo Chương trình Cho thuê-Cho mượn (Lend-Lease) và phục vụ như tàu frigate HMS Goodall (K479). Reybold (DE-177) được đặt lườn tại xưởng tàu của hãng Federal Shipbuilding and Drydock Company ở Newark, New Jersey vào ngày 3 tháng 5, 1943. Nó được hạ thủy vào ngày 22 tháng 8, 1943, được đỡ đầu bởi bà John K. Reybold, vợ góa Thiếu tá Reybold, và nhập biên chế cùng Hải quân Hoa Kỳ tại Xưởng hải quân New York vào ngày 29 tháng 9, 1943 dưới quyền chỉ huy của Hạm trưởng, Thiếu tá Hải quân Addison Bayard Bradley, Jr.

## Lịch sử hoạt động

### USSReybold
Sau khi hoàn tất việc chạy thử máy huấn luyện tại khu vực Bermuda, Reybold hoạt động một thời gian ngắn dưới quyền Tư lệnh Lực lượng Tàu ngầm Hạm đội Đại Tây Dương, rồi hoàn tất một chuyến hộ tống vận tải từ Rhode Island đến vùng kênh đào Panama. Nó đi đến Norfolk, Virginia vào cuối năm 1943, và khởi hành đi xuống phía Nam vào ngày 2 tháng 1, 1944 để gia nhập Đệ Tứ hạm đội. Nó đi đến Recife, Brazil vào ngày 15 tháng 1, nơi nó phục vụ hộ tống tàu bè đi lại trên tuyến đường đi Trinidad cho đến tháng 7, ngoại trừ một giai đoạn tuần tra tìm kiếm và giải cứu vào cuối tháng 5. Đến tháng 7, nó hộ tống một đoàn tàu vận tải vượt Đại Tây Dương sang khu vực Địa Trung Hải, ở lại cảng Gibraltar từ ngày 13 đến ngày 15 tháng 7, rồi quay trở lại Recife vào ngày 23 tháng 7.

### Baurú(D-18)
Tại Recife, Reybold tiến hành huấn luyện thủy thủ đoàn người Brasil nhằm chuẩn bị cho việc chuyển giao con tàu cho chính phủ Brazil trong khuôn khổ Chương trình Cho thuê-Cho mượn (Lend-Lease). Chuyển đến Natal, Brazil vào ngày 9 tháng 8, con tàu chính thức rút biên chế khỏi Hải quân Hoa Kỳ vào ngày 15 tháng 8, 1944 và đồng thời nhập biên chế cùng Hải quân Brazil như là chiếc Baurú (BE-4), sau đổi ký hiệu lườn thành D 18. Con tàu được hoàn trả trên danh nghĩa cho Hoa Kỳ vào ngày 30 tháng 6, 1953, nhưng được Hoa Kỳ chuyển quyền sở hữu cho Brazil trong khuôn khổ Chương trình Viện trợ Quân sự và rút tên khỏi danh sách Đăng bạ Hải quân vào ngày 20 tháng 7, 1953. Nó tiếp tục phục vụ cùng Hải quân Brazil cho đến khi ngừng hoạt động vào ngày 11 tháng 7, 1972; số phận của nó sau đó không rõ nhưng nhiều khả năng đã bị tháo dỡ.

## Phần thưởng
Nguồn: Navsource Naval History
|  |  |

| Huân chương Chiến dịch Hoa Kỳ | Huân chương Chiến thắng Thế Chiến II |